# Aurèlia Muñoz Ventura
Aurèlia Muñoz Ventura (Barcelona, 1926 - Barcelona, 9 de junio de 2011) fue una artista española, cuya trayectoria está fuertemente vinculada a la investigación textil, un ámbito en el que su aportación ha sido fundamental. Fue, también, una gran defensora del arte y la artesanía en igual medida, consiguiendo en su obra una simbiosis entre ambas.

## Biografía
Nacida en Barcelona en 1926, estudió en el Instituto Montserrat, escuela que seguía el método Montessori, donde comenzó ya a trabajar con las manos y ordenar el espacio. Estudió después en la Escuela de Artes Aplicadas y en la Escuela Massana de Barcelona.
A partir de 1970 emprendió una tarea de renovación y estudio sobre el tapiz, basada en la investigación de los nudos y las ropas antiguas y en las posibilidades de la obra tridimensional, reivindicando a su vez la artesanía y el tejido como formas de expresión cultural.
El macramé es la base de sus tapices. Elaboró estandartes, indumentarias, grandes cilindros y piezas transformables, empleando cuerdas de sisal. Es una de las artistas textiles catalanas con mayor proyección internacional.
Muñoz falleció en Barcelona el 9 de junio de 2011. En 2019 la familia de la artista donó al Museo Nacional de Arte de Cataluña siete piezas y una colección de dibujos de la obra de Muñoz.

## Obra

### Primeros años
Inicialmente, utilizó el dibujo y la pintura como soportes de expresión. A partir de 1958, sin embargo, decidió experimentar con otras técnicas que la llevaron al campo textil, tras probar con otros soportes como la terracota o la serigrafía.

### Años 60
Hacia 1960 la artista decidió pintar sobre una arpillera, lo cual supuso el inicio de su familiaridad con el mundo textil. La temática de estas arpilleras pintadas, tales como Eucaristía y pez (1964) o Fuente de la vida (1966), gira en torno a arquitecturas góticas y románicas reducidas a dibujos esquemáticos, figuras y formas geométricas.
Existe una tendencia a la abstracción en la obra de este momento, además de un pensamiento constructivo de la obra, que avanza la poética rítmica de Klee, que se encontrará más adelante en los patchworks llamados "abstracciones constructivas".
En ese punto, la obra de Muñoz se sintió fuertemente influida por el Tapiz de la creación de Girona y por el Tapiz de Bayeux y encontramos bordados con largas y apretadas patadas en lana de colores teñida por ella misma de forma manual.
En algunas ocasiones reflejan temas de arte sacro. Conviven durante la primera mitad de los 60 con collages de telas pintadas y cosidas entre sí, de configuración abstracta que de una forma intuitiva la llevarán al patchwork como procedimiento.
En este momento el dibujo y las acuarelas siguen teniendo una gran importancia en su obra, ya que los utiliza como base para los bordados. Obtiene el motivo, lo recorre con tinta china, lo fotografía y lo proyecta para hacer el tapiz, demostrando un gran interés por el cambio de escala.
Hacia la mitad de los años sesenta aparece la cuestión tridimensional en su obra y encontramos unos primeros experimentos en forma de decorados y vestuarios para teatro, como los Figurines para la representación de "la rosa y el anillo" (1967), relicarios o cajas de espejos. En este momento también descubre el macramé y otras técnicas de anudar antiguas como los nudos empleados por los pescadores de La Barceloneta, algo que introducirá a su obra a partir de la década de los 70.
Así pues, durante los años 60 Muñoz forja un lenguaje propio. También realiza sus primeras exposiciones internacionales, participando en 1965 en la II Bienal Internacional del Tapiz.

### Años 70
A partir de la década de los 70 la obra de Muñoz adquiere tridimensionalidad y una escala monumental con ejemplos como Macra Totem (1969), que será expuesta en la primera Exposición Internacional de Experiencias Artístico-Textiles, en el antiguo Museo Español de Arte Contemporáneo de Madrid en 1969.
Durante estos años, Muñoz desarrolla su lenguaje iniciado en la década anterior con respecto a la materia, el volumen y el espacio. Sus tapices abandonan el mimetismo de la pintura y el muro, renunciando a los aspectos decorativos que este soporte lleva implícitos desde el Renacimiento y estableciendo una relación con la arquitectura. La artista pretende hacer con sus tapices un arte integral y autónomo, que reflexione sobre sí mismo.
Hay en su obra, que se incluye dentro de la Nouvelle tapicería, una clara reivindicación de la artesanía y una renuncia a la industria, una defensa de la calidez de las formas curvas de los nudos frente a la frialdad de las aristas metálicas metálicas y la relación de las primeras con la naturaleza. Aurèlia Muñoz se interesa, también, por los aspectos culturales del tejido.
Empieza a utilizar en esta etapa maquetas de medidas reducidas que le permiten el estudio tridimensional para luego, mediante el cambio de escala, realizar la pieza definitiva. De hecho, sus maquetas se han comparado con las que realizaba el arquitecto Antoni Gaudí para sus proyectos, al que la propia artista referencia en su obra.
En la segunda mitad de los años setenta las obras de Muñoz han sufrido ya una evolución, se han liberado de los hilos y raíces que las atan a la tierra, toman horizontalidad y muchas veces se suspenden del techo. Un ejemplo sería el Ente místico (1977). En este momento empieza a introducir formas aladas que darán paso a un próxima etapa de la artista, la de los pájaros.
Es una década dominada por el arte conceptual y de verdadera expansión internacional para Aurèlia Muñoz, que expone en Estados Unidos o en la Bienal de São Paulo (1973) y en la que tiene difusión por toda Europa, América del Norte y Japón y recibe varios encargos para edificios públicos.
A finales de los años 70, Muñoz inicia la etapa de los pájaros y las velas, en la que toma el libro, que ve como un objeto tridimensional, desplegable, como inspiración e incorpora el uso de nuevos materiales como las lonas y velas, soportadas por estructuras metálicas.

### Años 80
Durante la década de los 80 en la obra de Muñoz se produce un acercamiento al papel, en cierto modo cercano a la fibra vegetal y las materias textiles que había trabajado hasta el momento, todo ello de forma progresiva y debido a su mencionado interés por los libros como fuente de inspiración.
Finalmente, en 1983 abandona definitivamente el nudo, el uso del textil para volver a la sensual manipulación de la materia, en este caso el papel, con un alto valor orgánico que interesa a la artista especialmente. Muñoz elabora y trabaja el papel a mano y lo tiñe ella misma con colores siempre muy ligados a la naturaleza, desde azules hasta colores tierra. Con este material la artista se acerca de nuevo a las dos dimensiones y al relieve moderado, con unas series relacionadas, sobre todo, con temas marinos tales como Rojo y azul (1983) o Escamas (1983).
A partir de 1987 Aurèlia Muñoz volverá a buscar nuevamente la tridimensionalidad, la conquista del espacio, mediante una serie de móviles cubistas como Figura malva (1989), elaborados a partir del encaje de formas rectangulares de papel, retornando a la concepción escultórica de su obra.

## Distinciones principales
1968 Medalla de Plata de la Villa de París.
1975 y 1985 Medallas de Bronce en las III y VI Trienales del Tapiz de Lodz (Polonia).
1976 Premio Convergence 76, Pittsburg (USA).
1980 Premio Ministerio de Cultura "Artes del Libro y Encuadernación", Barcelona.
1982 Premio Bienal del Deporte, Madrid.
1993 Creu de Sant Jordi, Generalidad de Cataluña.

## Obra en museos y colecciones[7]

### En España
- Museo Nacional de Arte de Cataluña, Barcelona.[8]
- MACBA, Barcelona.[9]
- Museo Nacional Centro de Arte Reina Sofía, Madrid.[10]
- Colección Masaveu, Madrid.[11]
- Museo de Granollers.
- Museo de Arte Contemporáneo de Terrassa.
- Museo de Arte Moderno de Tarragona.
- Museo de Villafamés.
- Museo de Arte Contemporáneo de Elche.
- Ayuntamiento de Alicante
- Fondo de arte de Prensa Catalana, S.A., fondos de arte del diario Avui, Barcelona.
- Fondo de Arte de Red Cultural, Barcelona.
- Fondo de Arte de la Generalidad de Cataluña
- Parador Nacional de Arties, Valle de Arán.
- Banco Vitalicio de España, Barcelona.
- Puerto Autónomo de Barcelona.
- Banco Condal, Badalona.
- Museo de la Asociación Canaria de Amigos del Arte Contemporáneo de Santa Cruz de Tenerife.
- Getafe 3, Madrid.
- Colección de Arte Contemporáneo de Jacques Hachuel, Madrid.
- Edificio de España S.A., Salamanca.
- Ayuntamiento de Pontevedra.
- Museo de Arte Contemporáneo Helga de Alvear.

### En Europa
- Museo Stedelijk, Ámsterdam.
- Provinciehuis Noord-Brabant, Países Bajos.
- Ayuntamiento de Schijndel, Países Bajos.
- Castillo Nuevo de Ansemburg, en Luxemburgo.
- Fondation Mary Toms - Pierre Pauli. Tapicerías, Arte Textile, en Lausana.
- Museo de Artes Decorativas de Praga.
- Royal Scottish Museum, Edimburgo.

### En el resto del mundo
- Museum of Modern Art, Nueva York.[12]

- Museo Nacional de Arte Moderno de Kioto.
- Colección Hurschler, en Pasadena, California.
- Colección Jack Lenor Larsen, Nueva York.
- Oficina de Turismo de España en Nueva York.
- American European Bank, Chicago.
- Colección del Emir de Dubái, Emiratos Árabes Unidos.